# Чернолика черна паякообразна маймуна
Черноликата черна паякообразна маймуна още Чамек (Ateles chamek) е вид бозайник от семейство Паякообразни маймуни (Atelidae). Видът е застрашен от изчезване.

## Разпространение и местообитание
Разпространен е в Боливия, Бразилия и Перу.